# Mauser 1943

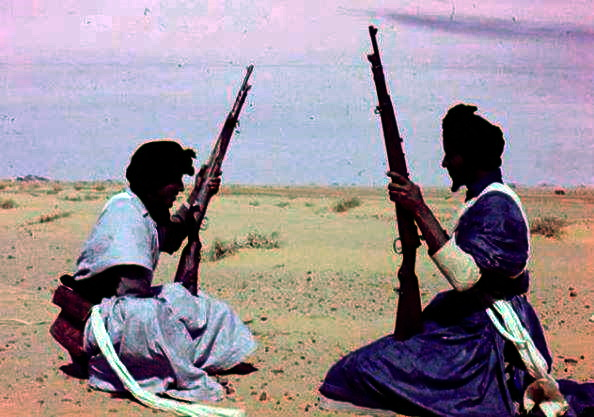
Deux Combattants sahraouis pendant la guerre de libération de 1979 armés de fusil Mauser espagnol M1943.

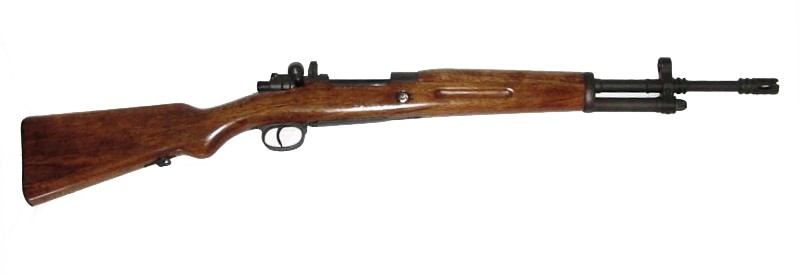
Le mousqueton espagnol Mauser FR 8 peut tirer des grenades.

Le Mauser Modelo 1943 espagnol est un fusil de guerre qui n'est qu'une copie modifiée du Mauser Standardmodell (fourni en grand nombre par l'Allemagne nazie aux troupes franquistes en 1936-1939) et est donc proche de la Karabiner 98k. La Fabrique d'Armes d'Oviedo et la Fabrique d'armes de la Corogne les fabriquèrent  jusqu'en 1957.

## Différences avec le Mauser 98 K
Cette variante espagnole  du 98K de la Wehrmacht  est munie à la différence du fusil allemand d'un garde-main enveloppant la hausse, d'attaches latérales supplémentaires et d'un tenon amovible pour monter la baïonnette du Mauser 93.

## Variantes
- Mauser 1943 : version adoptée par l'armée de terre et la marine espagnole
- Mauser 1944 : version adoptée par l'armée de l'air équipé d'un guidon à oreille.
- FR-8 : Mauser 1943 doté du canon et des organes de visée du fusil d'assaut CETME B/C.

| Modèle                        | Fusils 1943 & 1944 | FR-8           |
| ----------------------------- | ------------------ | -------------- |
| Munition/Magasin (cartouches) | 7,92 mm Mauser/5   | 7,62 mm OTAN/5 |
| Longueur                      | 1,11 m             | 99 cm          |
| Canon                         | 60 cm              | 45 cm          |
| Masse à vide                  | 4 kg               | 3,6 kg         |

## Les Guerres du Mauser 1943
Ce fusil a été utilisé par l'Armée espagnole lors de l'Invasion du Val d'Aran et de la Guerre d'Ifni. Des armes de prises ont également servi dans le Conflit du Sahara occidental aux mains des combattants du Front Polisario.

## Le Mauser 1943 dans la Pop culture
Très proche du Karabiner 98k, ce Mauser M1943 arme souvent les soldats de la Wehrmacht ou de la Waffen-SS dans de nombreux films et téléfilms parmi lesquels Un taxi pour Tobrouk, La Bataille des Ardennes, Indiana Jones et la Dernière Croisade ou Les Femmes de l'ombre.

## Sources
- Neil GRANT, Mexican Military Rifles,  Editions Osprey  (ouvrage en anglais), 2015.
- Luc GUILLOU, Mauser : fusils et carabines militaires, 2 tomes, Éditions du Portail, 1997 et 2004
- Jean HUON, Le Mauser 98 et ses dérivés, Crépin Leblond, 2003.
- Eric ALVES,« Mousqueton Oviedo M1943 », www.secondeguerre.net, 2024.